# La horripilante bestia humana
La horripilante bestia humana es una película de terror mexicana de 1969 escrita y dirigida por René Cardona, y protagonizada por José Elías Moreno, Carlos López Moctezuma, Armando Silvestre y Norma Lazareno.Esta película fue relanzada en idioma inglés para Estados Unidos en 1972, y titulada con el nombre de Night of the Bloody Apes.

## Argumento
Un médico trata de salvar la vida de su hijo realizándole un complicado trasplante de corazón, en el que el donante termina siendo un gorila. Tras la operación, el muchacho empieza a experimentar extraños síntomas en su cuerpo, asociados con su nuevo corazón animal.

## Reparto
- José Elías Moreno como Dr. Krallman
- Carlos López Moctezuma	como Goyo
- Armando Silvestre como Arturo Martínez
- Norma Lazareno como Lucy Osorio
- Agustín Martínez Solares como Julio Krallman
- Gerardo Zepeda como Monstruo
- Noelia Noel como víctima pelirroja
- Gina Morett como víctima en la regadera
- Manuel Dondé como doctor (no acreditado)
- Anna Thomson como Elena Gómez la luchadora (no acreditada)